# Красный дракон (роман)
«Красный дракон» (англ. Red Dragon) — роман Томаса Харриса, опубликованный в 1981 году. Первый роман в серии о серийном убийце Ганнибале Лектере. Входит в американскую версию «100 лучших детективных романов всех времен». Роман трижды экранизировался.

## Сюжет
1979 год. Джек Кроуфорд призывает на помощь своего бывшего подчинённого агента Уилла Грэма. В 1975 году Грэму удалось выявить маньяка-людоеда доктора Лектера, убившего девятерых человек. Однако Грэм был тяжело ранен ножом Лектера и после долгого лечения отошёл от дел, женился и занимается ремонтом моторов. Грэм подключается к поискам маньяка по прозвищу «Зубастый Пария» («Зубная Фея»), зверски убившего две семьи: Джейкоби и Лидсов. Грэм обращается за помощью к Лектеру, заключённому в психиатрическую лечебницу. Узнав об этом, маньяк посылает Лектеру письмо с предложением общаться и шифр для ответа. Властям удаётся расшифровать ответное письмо: Лектер отправил «Зубной Фее» адрес Грэма и просьбу убить их всех. 
«Зубная Фея» — Фрэнсис Долархайд, 41-летний заведующий производством компании «Гейтвей». Он родился с волчьим нёбом, заячьей губой и изуродованной челюстью. Мать отказалась от него после рождения, но спустя несколько лет бабушка забрала его из детдома. Пытаясь свести концы с концами, бабушка содержала приют для стариков в своём уединённом поместье. Она жестоко обращалась с Фрэнсисом, и со временем он стал убивать и мучить животных. Затем бабушка сошла с ума, и его забрала мать, вышедшая замуж за местного политика. Сводные брат и сестра приняли его плохо, и спустя месяц Фрэнсис вновь отправился в детдом. В 17-летнем возрасте, чтобы избежать уголовного преследования, ему пришлось завербоваться в армию, где он прошёл подготовку по фотосъёмке. После того, как его бабушку выписали из психбольницы, Фрэнсис уволился из армии, вернулся в поместье и ухаживал за бабушкой до конца её жизни. Его психическое расстройство развивалось, и, увидев картину Уильяма Блейка «Великий Красный дракон и Жена, облечённая в солнце», он приступил к убийствам, которые должны были ускорить его превращение в Красного дракона.  
Репортёр бульварной чикагской газеты «Сплетник» Фред Лаундс звонит Грэму, представляясь «Зубной Феей», однако полиция вычисляет телефон и задерживает его. Грэм даёт интервью Лаундсу, где намеренно представляет «Зубную Фею» слабаком и импотентом. ФБР рассчитывает, что оскорблённый маньяк попытается убить Грэма и захватить его в этот момент. Однако Долархайд захватывает Лаундса, приклеивает его к инвалидной коляске, заставляет его прочитать текст, восхваляющий «Дракона», после чего, облив журналиста бензином, направляет пылающую коляску к крыльцу издательства «Сплетника». Грэм получает письмо от Лектера, в котором тот поздравляет с тем, что Грэм погубил Лаундса.      
Долархайд вступает в связь со слепой девушкой Рибой Макклейн, работающей в подразделении их компании. Риба соблазняет его, Долархайд впервые в жизни занимается сексом с женщиной. Однако его «второе я», Дракон, некий образ его жестокой бабушки, требует отдать ему Рибу. Пытаясь победить «Дракона», Долархайд под видом исследователя приходит в Бруклинский музей, где, оглушив двух смотрительниц, съедает подлинник картины Блейка. Приехав на работу, он застаёт там Грэма и других агентов, задающих вопросы. Изучив места убийств, Грэм догадывается, что убийца получил информацию о жертвах из домашних фильмов погибших. Фильмы семей Джейкоби и Лидсов были проявлены в одной и той же студии «Гейтвея». Долархайд похищает Рибу и, изобразив самоубийство, сжигает дом. Рибе удаётся выбраться наружу.   
Полагая, что Долархайд мёртв, Грэм возвращается во Флориду, к своей жене Молли и пасынку. Грэму звонит Кроуфорд, он спешит к телефону, но замечает Долархайда. Маньяк тяжело ранит Грэма в лицо, но его жена пристреливает убийцу.
Выздоравливая, Грэм получает новое письмо от Лектера, в котором тот саркастически желает ему доброго здоровья и надеется, что он был «не слишком обезображен». Подразумевается, что чувства Молли к Грэму поменялись, однако состояние их отношений не уточняется. Грэм также вспоминает о своём посещении Шайло, места крупного сражения во время Гражданской войны в США, вскоре после убийства им во время задержания Гаррета Хоббса, другого маньяка, и осознаёт безразличие природы.

## Персонажи
- Ганнибал Лектер
- Уилл Грэм
- Фрэнсис Долархайд
- Джек Кроуфорд
- Фредерик Чилтон
- Фредди Лаундс
- Риба Макклейн
- Ральф Менди
- Арнольд Ленг
- Молли Грэм
- Алан Блум

## Издания
В первоначальной версии в обоих изданиях (в твёрдой и мягкой обложках) названием больницы, где содержался Лектер, было «Госпиталь Чизапик» (англ. Chesapeake Hospital). Когда в продажу поступил роман «Молчание ягнят», в более поздних изданиях название было заменено на «Госпиталь Балтимора» (англ. Baltimore Hospital), чтобы логически связать действие книг. Однако в последних изданиях название вновь было изменено на «Чизапик».

## Адаптации
- Первая экранизация романа вышла в 1986 году под названием «Охотник на людей». Режиссёр и автор сценария — Майкл Манн, роль агента Уилла Грэма исполнил Уильям Петерсен. Ганнибала Лектера сыграл Брайан Кокс[1].

- В 1996 году театр «Chicago’s Defiant Theatre» поставил версию для сцены. Пьесу написал Кристофер Джонсон. Внутренний дракон Долархайда был одушевлён — его сыграл актёр в гротескном костюме.

- Вторая экранизация под одноимённым названием «Красный дракон» вышла в прокат в 2002 году. Бретт Ратнер снял картину по сценарию Тэда Толли (также написавшего сценарий к экранизации «Молчания ягнят»), а Эдвард Нортон и Энтони Хопкинс исполнили роли Уилла Грэма и Ганнибала Лектера соответственно.

- В третий раз роман был экранизирован в телесериале «Ганнибал». Роль агента Уилла Грэма исполнил Хью Денси. Ганнибала Лектера сыграл Мадс Миккельсен.

## Интересные факты
Название отсылает к картине «The Great Red Dragon Paintings» Уильяма Блейка. Интересно, что сам писатель упоминает название «The Great Red Dragon & The Woman Clothed With The Sun», описывая при этом другую картину серии «The Great Red Dragon & The Woman Clothed In Sun».